# 早淵四郎
早淵 四郎（はやぶち しろう、1887年（明治20年）11月6日 - 1957年（昭和32年）5月31日）は、大日本帝国陸軍軍人。最終階級は陸軍中将。

## 経歴
鹿児島県桑原郡、のちの姶良郡横川村（横川町を経て現霧島市）で生まれた。陸軍士官学校第21期卒業。1936年（昭和11年）8月に歩兵第3連隊留守隊長に就任し、1937年（昭和12年）3月1日に陸軍歩兵大佐に進級し、6月8日に独立守備歩兵第14大隊長に着任。1938年（昭和13年）3月9日に関東軍歩兵第1下士官候補者隊長に転じ、1939年（昭和14年）3月9日に第4国境守備隊長に就任した。
同年8月1日に陸軍少将に進級、1941年（昭和16年）3月に歩兵第26旅団長（第11軍）に就任し、日中戦争に出動。第一次長沙作戦では早淵支隊を率いて長沙城を占領する戦果を挙げた。1942年（昭和17年）8月に独立混成第13旅団長（第13軍）に転じ、1943年（昭和18年）6月10日に陸軍中将に進級と同時に中部軍司令部附となり、7月4日に予備役に編入された。1944年（昭和19年）7月18日に召集され、豊橋第一陸軍予備士官学校長に就任した。

## 人物
人格者として知られ、「昭和の乃木将軍」と称された。

## 栄典
勲章
- 1940年（昭和15年）8月15日 - 紀元二千六百年祝典記念章[5]
- 1941年（昭和16年）4月11日 - 勲二等瑞宝章[6]